# Kammer der Technik

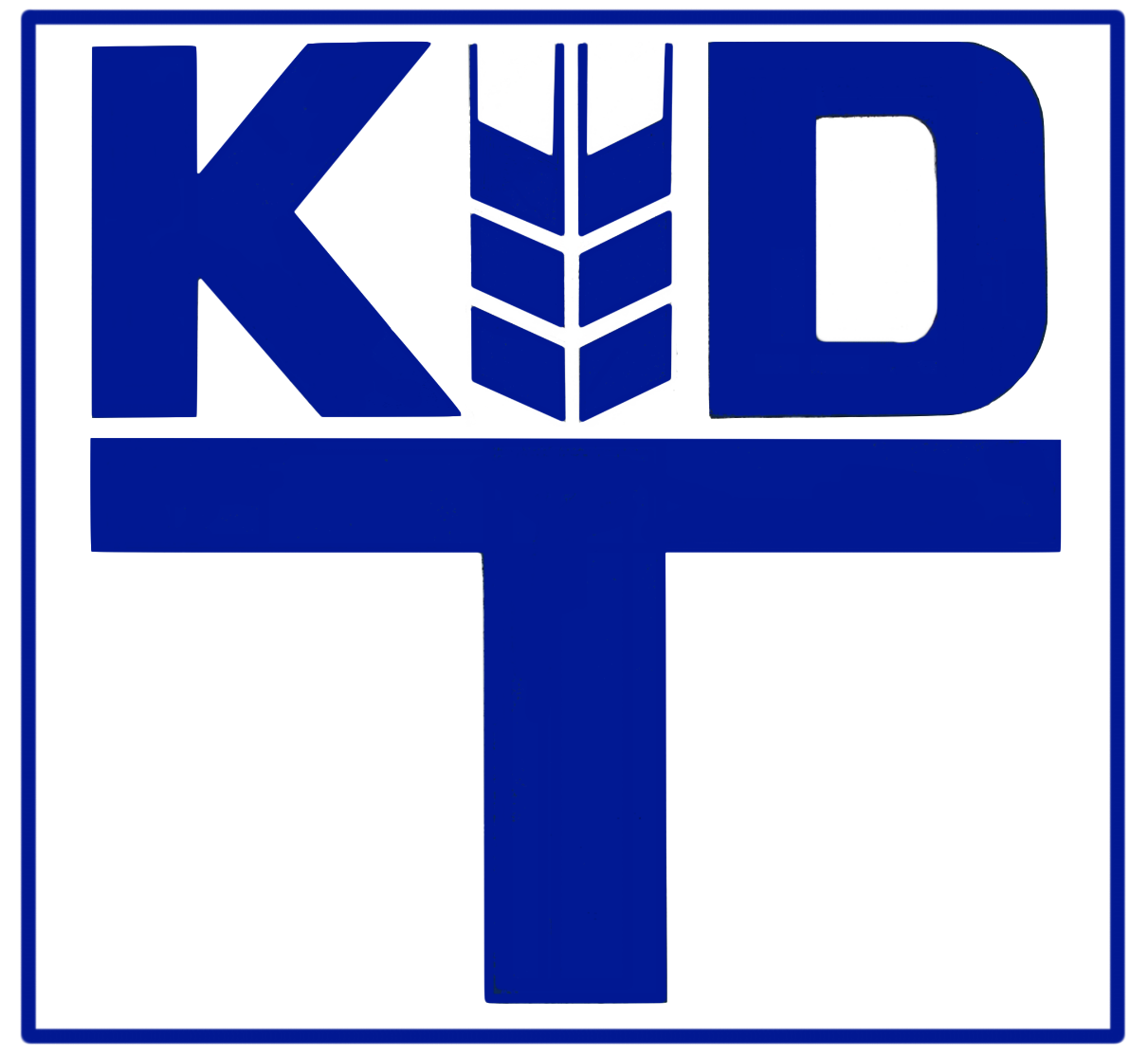
Emblem der Kammer der Technik

Die Kammer der Technik (KdT) war eine in der SBZ 1946 durch den FDGB gegründete Organisation, deren Aufgabe es war, die Ingenieure, Techniker und Wissenschaftler in fachtechnischen Aktivitäten zusammenzufassen. Die KdT korrespondierte auf fachlicher Ebene mit dem in Westdeutschland wieder gegründeten Verein Deutscher Ingenieure (VDI) und konnte sich im Rahmen ihrer Möglichkeiten eine gewisse Unabhängigkeit von der SED bewahren. Daher wurde die KdT nach der friedlichen Revolution in der DDR als „parteifern“ eingestuft. Sie bot den Ingenieuren, Technikern und Betriebswirtschaftlern die Möglichkeit der Zusammenarbeit über alle von der Planbürokratie gesetzten Grenzen und den internationalen Erfahrungsaustausch.

## Struktur
Hauptsitz war der ehemalige Dorotheenblock an der Ebertstraße in Berlin. Der Büroblock wurde von 1912 bis 1914 als Sitz für und durch den VDI gebaut.

Im Krieg schwer beschädigt und durch die Mitglieder der KdT wieder in freiwilliger Gemeinschaftsarbeit aufgebaut, wurde er vom Präsidium der KdT bis zum Umzug der Bundesregierung genutzt. Heute ist das Gebäude ins Jakob-Kaiser-Haus integriert.

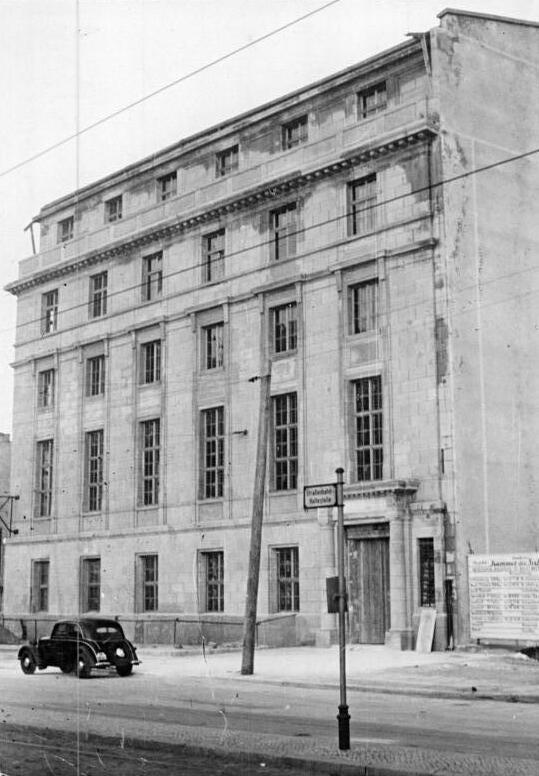
Ehem. Sitz des Präsidiums der KdT, 1951. Heute als Haus 5 mit dem Natursteinmosaik von Charles Crodel (1951/1952) Bestandteil des Jakob-Kaiser-Hauses

Die KdT war selbständiges und gleichberechtigtes Mitglied in zehn internationalen Organisationen verschiedener Fachgebiete sowie Gründungsmitglied der World Federation of Engineering Organisations. Besonders enge Beziehungen bestanden naturgemäß zu den
Ingenieurverbänden der sozialistischen Staaten. Die KdT unterhielt eine der größten wissenschaftlich-technischen Bibliotheken der DDR.
Die KdT gliederte sich nach den Prinzipien des demokratischen Zentralismus. Höchstes Organ war der Kongress, der sich aus den Delegierten der einzelnen Gliederungen zusammensetzte. Dem Präsidium unterstanden wissenschaftlich-technische Gesellschaften (WTG), die Fachverbände (FV) und die Bezirksverbände (BV).
Die kleinsten organisatorischen Einheiten der KdT waren die „Betriebssektionen“, deren es Ende 1989 etwa 2800 gab. Die 15 Bezirksorganisationen waren in 12 zentrale Fachverbände untergliedert, denen mehrere hundert Fachausschüsse, Fachunterausschüsse und regionale Arbeitsgemeinschaften angeschlossen waren. Ende der 1980er Jahre hatte die KdT etwa 300.000 Mitglieder.
Sie besaß einen eigenen Verlag, der u. a. für die Mitglieder monatlich die Zeitschrift „Technische Gemeinschaft“ (Organ des Präsidiums der KdT) herausgab. Die Zeitschrift erschien von 1953 bis August 1990 (ISSN 0492-5041). Die Mitgliedsbeiträge wurden durch den Postzeitungsvertrieb, der die Zeitschrift auslieferte, erhoben und an den Verband weiter geleitet.
Weiterhin war die KdT Herausgeber von 26 technischen Fachzeitschriften, zum Beispiel der 1951 gegründeten KFT Kraftfahrzeugtechnik: Technische Zeitschrift des Kraftfahrwesens (ISSN 0023-4419), die bis Juni 1990 im Verlag Technik (Berlin) erschien.
Die Gesellschaft für Standardisierung in der Kammer der Technik war eine WTG der KdT zur Förderung der Standardisierung und Qualitätssicherung bzw. -steigerung mit dem Sitz in Berlin.

### Aufgaben
Als Aufgaben der KdT wurden  genannt:
- Förderung der Sozialistischen Gemeinschaftsarbeit
- Förderung des Wettbewerbs
- Verbreitung und Weiterentwicklung der Erfahrungen der „Neuerer“ (Beschäftigte, welche am betrieblichen Erfindungswesen in der DDR teilnahmen)
- „Unterstützung der Organisierung der nationalen Verteidigung“, besonders bei der „Ausrüstung der NVA mit der neuesten Technik“
- Heranbildung einer neuen technischen Intelligenz aus den Reihen der Jugend und der Aktivisten
- Maßnahmen der Nachwuchsplanung
- Förderung der Qualifizierung
- Weckung des Interesses bei Frauen für technische Berufe
- Mitwirkung bei der Auswertung und Verbreitung technischer Literatur, insbesondere aus der UdSSR
- Mitarbeit an der Entwicklung der Normung, Typisierung und der Gütevorschriften
- „Aufklärung der technischen Intelligenz Westdeutschlands“

### Präsidenten
Als Präsidenten der Kammer der Technik amtierten:
- 1946–1949: Enno Heidebroek
- 1949–1959: Hans Heinrich Franck
- 1959–1974: Horst Peschel, ab 1974 Ehrenpräsident der KdT
- 1974–1987: Manfred Schubert
- 1987–1992: Dagmar Hülsenberg

### Ehrungen
Besondere ingenieurtechnische Leistungen konnte die KdT würdigen durch:
- Ehrenmitgliedschaft
- Verleihung des Titels „Oberingenieur“
- Ehrennadeln in Bronze, Silber und Gold
- Ernst-Abbe-Medaille (höchste Auszeichnung der KdT)

## Auflösung nach der deutschen Wiedervereinigung
Die Versuche, ab 1990 die KdT als Gesamtverband neu zu strukturieren oder in den Verein Deutscher Ingenieure zu integrieren, scheiterten. Der 1992 gebildete Ingenieurtechnische Verband KdT e. V. wurde samt Tochtergesellschaften Ende 1995 aufgelöst.
Der Fachverband „Luftfahrt“ der KdT erklärte im März 1991 den Beitritt zu der zu diesem Zeitpunkt in Vorbereitung befindlichen „Lilienthal-Oberth-Gesellschaft“ mit Wirkung vom 1. Januar 1992. Da zwischen den beteiligten Gesellschaften noch interner Abstimmungsbedarf bestand, verzögerte sich die offizielle Gründung des gemeinsamen Verbandes. Als Ergebnis der Diskussion vereinigten sich nun die „Deutsche Gesellschaft für Luft- und Raumfahrt e. V.“ (DGLR), die „Hermann-Oberth-Gesellschaft e. V.“ (HOG), die „Gesellschaft für Weltraumforschung und Raumfahrt“ (GWR) und der „Fachverband Luftfahrt der KDT“ (FVLF) zum 1. Januar 1993 zur „Deutschen Gesellschaft für Luft- und Raumfahrt – Lilienthal-Oberth e. V.“
Das 1985 als Ausbildungszentrum der Mikroelektronik eröffnete Mikroelektronische Zentrum in Frankfurt (Oder), das seit 1991 als KDT Fortbildungs- und Umschulungs-GmbH firmiert und Nebenstellen in Schwedt, Potsdam, Cottbus, Neubrandenburg, Rostock, Erfurt, Strausberg und Müllrose betreibt, verwendet Namen und Emblem der KdT bis heute.